# Servants (2020)
Servants (Originaltitel Služobníci) ist ein Filmdrama von Ivan Ostrochovský, das am 24. Februar 2020 bei den Filmfestspielen in Berlin seine Weltpremiere feierte und im März 2020 in die tschechischen und slowakischen Kinos kommen soll.

## Handlung

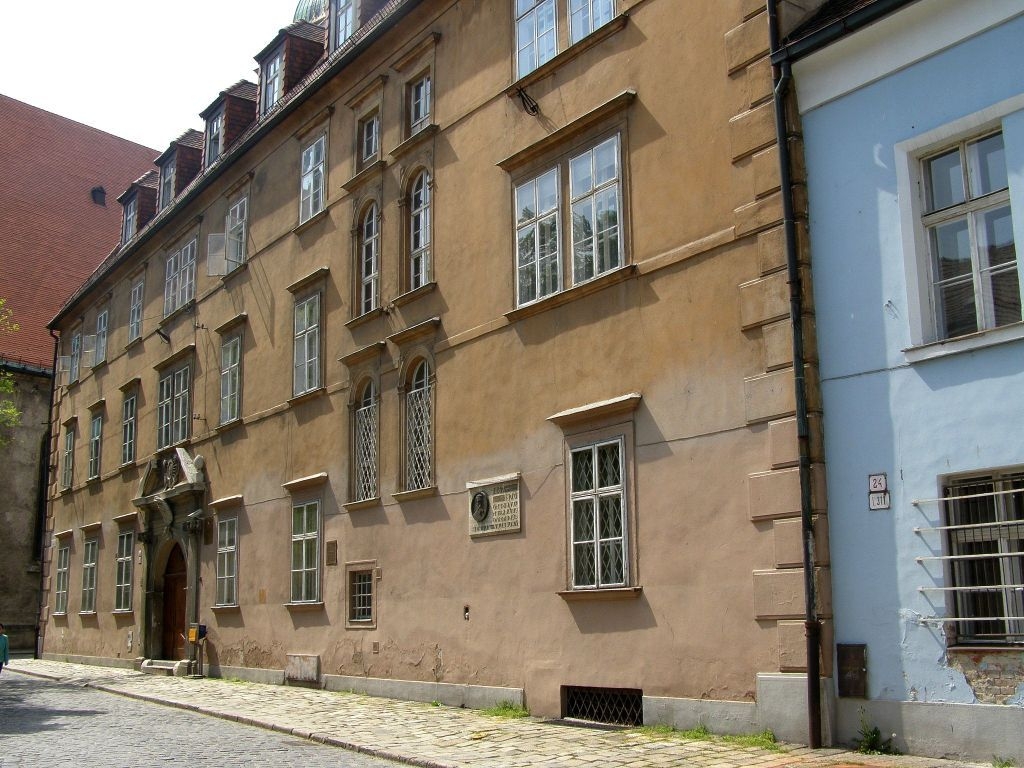
Dreh- und Handlungsort: Das Gebäude des ehemaligen Jesuitenkollegs, heute die römisch-katholische theologische Fakultät für Kyrill und Methodius der Comenius-Universität, in der Kapitulskej ulici Nr. 26 in Bratislava

In den frühen 1980er-Jahren in der totalitären Tschechoslowakei. Juraj Bednar und Michal wurden auf Empfehlung als Priesteramtskandidaten an der Theologischen Fakultät Bratislava aufgenommen, mit einem streng geordneten Tagesablauf. Der Dekan des Instituts ermahnt seine neuen Seminaristen, sie sollen sich nicht vom rechten Pfad der Kirche abbringen lassen. Der in Westdeutschland stationierte Sender Radio Free Europe berichtet vom Einmarsch der Truppen des Warschauer Pakts, und dass die Katholische Kirche des Landes den Heiligen Vater um Beistand gebeten hat. Das kommunistische Regime droht, die Katholische Kirche zu zerschlagen, wenn sie sich nicht einer strikten Kontrolle unterwirft und Beschränkungen der Glaubens- und Meinungsfreiheit hinnimmt. Doctor Ivan Frantinek, ein Mitarbeiter der Staatssicherheit aus der Abteilung für solche Fragen, stattet dem Institut einen Besuch ab. Bald werden alle Schreibmaschinen beschlagnahmt, damit keine unerwünschten Pamphlets in Umlauf gebracht werden können. Mitarbeiter der Staatssicherheit befragen einige der Schüler und nehmen letztlich einen mit. Frantinek bedrängt einen Lehrer des Instituts, die Schüler auf die politische Linie der Regierung einzuschwören.
Juraj und Michal teilen sich ein Stockbett, werden aber im Unterricht unterschiedlichen Gruppen zugeteilt. Juraj erfährt, dass einer der älteren Seminaristen in Kontakt mit einer Untergrundorganisation steht, die Radio Free Europe und dem Vatikan von den Vorfällen, auch denen am Institut, berichtet, und wird von ihm zu einem Treffen der Gruppe mitgenommen. Als Vater Coufar tot aufgefunden wird, nachdem er durch tagelange Folter durch die Staatssicherheit getötet wurde, weil er nicht mit dem kommunistischen Regime zusammenarbeiten wollte, informieren sie die Angehörigen des Instituts auch hierüber, denn eine Schreibmaschine haben sie für solche Fälle versteckt.
Michal hat das Gefühl, dass er und Juraj keine wirklichen Freunde mehr sind, weil er ihm nicht mehr so wie früher alles erzählt, er will ihn jedoch einfach nicht in Schwierigkeiten bringen. Als eine Friedenskonferenz der vom Staat geförderten Priestervereinigung Pacem in Terris beginnt, treten die Studenten in Hungerstreik. Erst wird Juraj nackt von der Staatssicherheit verhört, in einem anderen Verhör geschlagen und bedroht. Er soll erzählen, was er von dem Tod Vater Coufars und dem Hungerstreik weiß. Er wird gezwungen, einen Vertrag zu unterschreiben, der ihn als Informanten der Staatssicherheit verpflichtet. Michal erzählt seinem Freund, dass er es war, der den Hungerstreik angezettelt hat. Als er am nächsten Morgen erwacht, tropft das Blut seines Freundes von oben auf ihn herab. Juraj hat Selbstmord begangen.

## Historisches
Jörn Schumacher vom christlichen Medienmagazin pro  bemerkt, im Jahr 1980, in dem der Film spielt, habe die jahrelange Unterdrückung der Kirche durch das kommunistische Regime bereits deutlich ihre Spuren hinterlassen: „Der Staat versuchte, die Religiosität im Lande auszulöschen und verfolgte daher ein strikte Restriktion der Kirche. Die Verbindung zwischen den tschechoslowakischen Katholiken und der römisch-katholischen Weltkirche sollte zerstört werden.“ Ab dem Jahr 1971, als der „Verein der katholischen Geistlichen Pacem in terris“ gegründet wurde, in dem sich katholische Geistliche bewusst zum atheistischen Regime bekannten, durfte in der Tschechoslowakei 23 Jahre lang kein Bischof öffentlich geweiht werden. Diese Vereinigung der sogenannten „Friedenspriester“ existierte bis 1989.

## Produktion
Regie führte Ivan Ostrochovský, der gemeinsam mit Rebecca Lenkiewicz und Marek Leščák auch das Drehbuch schrieb. Es handelt sich nach Koza um Ostrochovskýs zweiten Spielfilm. Nach mehreren dokumentarischen Kurzfilmen und Serien feierte sein Dokumentarfilmdebüt Velvet Terrorists bei der Berlinale 2014 seine Premiere. Koza, den Ostrochovský bei der Berlinale 2015 vorstellte, wurde als slowakischer Oscar-Beitrag für 2016 ausgewählt.
Die Nachwuchsdarsteller Samuel Polakovič und Samuel Skyva, die die Studierenden Michal und Juraj spielen, geben im Film ihr Debüt als Schauspieler. Vladimir Strnisko spielt den Dekan der Theologischen Fakultät Bratislava, Tomas Turek einen älteren Studenten, der mit der Untergrundbewegung in Kontakt steht, und Vlad Ivanov Doktor Ivan von der Staatssicherheit. In weiteren Rollen sind Milan Mikulčík, Vladimír Zboroň und Martin Šulík zu sehen.
Ab 24. Februar 2020 wurde Servants bei den Filmfestspielen in Berlin in der neu eingeführten Wettbewerbssektion Encounters gezeigt und feierte hier seine Weltpremiere. Ende März, Anfang April 2020 sollte er im Rahmen der Reihe New Directors / New Films, einem gemeinsamen Filmfestival des New Yorker Museum of Modern Art und der Film Society of Lincoln Center, gezeigt werden. Am 10. September 2020 eröffnete er das International Film Festival Piešťany. Ende September, Anfang Oktober 2020 wurde er beim Vancouver International Film Festival gezeigt. Im August 2021 wurde er beim New Horizons International Film Festival (auch Polish Days) gezeigt.

## Rezeption

### Kritiken
Von den bei Rotten Tomatoes aufgeführten Kritiken sind 96 % positiv bei einer durchschnittlichen Bewertung mit 7,4 von möglichen 10 Punkten.

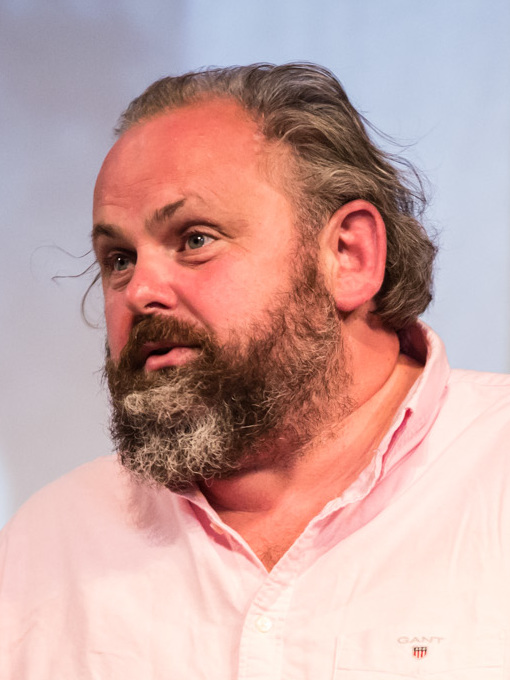
Regisseur Ivan Ostrochovský

Marius Nobach vom Filmdienst schreibt, Ivan Ostrochovský finde in den Szenen im Seminar für das Misstrauen und die Bespitzelung auf der einen Seite und die Bekundung von Freundschaft und Solidarität intensive Szenen, die vor allem durch die stilvolle Gestaltung des Films ihre Wucht entfalten: „Die weißen Hemden und schwarzen Soutanen der Kirchenmänner unterstreichen die Schwarz-weiß-Kontraste, die Gesichter wirken wie aus Marmor herausgemeißelt, Schatten und Spiegelungen steigern die bedrückende Stimmung, hinzu kommt ein aus düsteren, atonalen Tonfolgen aufgebautes Sound-Design.“ Damit vollziehe das Drama auch rasch den Übergang zu einer Atmosphäre wie im Film noir, in der sich die Schlinge um die Regimegegner immer enger zuzieht, so Nobach. Über die konkreten historischen Umstände hinaus, sei der Film letztlich ein ins Allgemeingültige reichender Weckruf, dass ethische Grundprinzipien und unterdrückende Strukturen niemals miteinander vereinbar sind, so Nobach.
Vladan Petkovic schreibt im Online-Kinomagazin Cineuropa, der Film sei von Juraj Chlpik meisterhaft in kontrastreichem Schwarzweiß und im Akademieformat gedreht worden. Der Kameramann verwende die starre Architektur des Seminars im Hintergrund, um die bedrückende Atmosphäre zu vermitteln, die stark durch das einschüchternd langsame Tempo des Films und den dröhnenden Soundtrack unterstützt werde, der mit gelegentlich atonalem Frauengesang auf Horror-ähnliche, unheimliche Register treffe. Der Regisseur strebe nicht danach Fakten oder Erklärungen zu liefern, sondern das moralische und praktische Dilemma zu zeigen, in dem sich die Hauptfiguren befinden. Das Beeindruckendste an Servants sei jedoch, wie Ostrochovský es geschafft hat, die Spannung und Unsicherheit während der 80-minütigen Laufzeit aufrechtzuerhalten.
Jörn Schumacher vom christlichen Medienmagazin pro schreibt, besonders optisch habe der Film beeindruckende Einstellungen zu bieten: „Da huschen die Priesterschüler in ihren schwarzen Soutanen durch die kalten, steinernen Gänge, sie laufen beim Tischtennis-Spielen um einen Tisch, spielen Fußball oder springen Trampolin.“ Zwischendurch erinnerten Mitarbeiter des Geheimdienstes an zahlreiche Agenten-Filme über die Ost-Mächte in den 1980er Jahren. Die ruhige Erzählweise werde dem angespannten Leben der Geistlichen, die ihr Leben einsetzen, um den Kontakt zur westlichen Welt und zum Vatikan aufrechtzuerhalten, auf den ersten Blick nicht unbedingt gerecht, so Schumacher. Dennoch sei es dem Film in jedem Fall zu danken, dass der unterdrückten Katholischen Kirche zur Zeit der Tschechoslowakischen Sozialistischen Republik Aufmerksamkeit geschenkt wird.

### Auszeichnungen
Servants befand sich in der Vorauswahl zum Europäischen Filmpreis 2020. Im Folgenden eine Auswahl von Auszeichnungen und Nominierungen.
Camerimage 2020
- Nominierung als Bestes Regiedebüt[14]

CinÉast – The Central and Eastern European Film Festival 2020
- Auszeichnung als Bester Film mit dem Grand Prix (Ivan Ostrochovský)[15]

Film Fest Gent 2020
- Nominierung als Bester Film für den Grand Prix
- Auszeichnung mit dem Georges-Delerue-Preis für Musik und Sounddesign (Christian Lolea, Miroslav Tóth und Michal Novinski)[16][17]

Internationale Filmfestspiele Berlin 2020
- Nominierung im Wettbewerb „Encounters“[18]

International Film Festival Prague – Febiofest 2020
- Auszeichnung als Bester Film im Hauptwettbewerb[19]

Internationales Filmfestival von Stockholm 2020
- Nominierung als Bester Film für das Bronzene Pferd (Ivan Ostrochovský)[20]

Neiße Filmfestival 2021
- Auszeichnung mit dem Hauptpreis im Wettbewerb[21]

Odesa International Film Festival 2020
- Nominierung im Internationalen Wettbewerb (Ivan Ostrochovský)
- Special Mention im Internationalen Wettbewerb (Ivan Ostrochovský)[22][23]

Saint-Jean-de-Luz International Film Festival 2020
- Auszeichnung für die Beste Regie (Ivan Ostrochovský)
- Auszeichnung für die Beste Filmmusik[24]

Semana Internacional de Cine de Valladolid 2020
- Nominierung im offiziellen Wettbewerb
- Auszeichnung als Bester Regisseur mit dem Ribera del Duero Award (Ivan Ostrochovský)[25][26]